# Ditado popular
Ditado popular ou provérbio ou ainda adágio  é uma frase do popular, com um texto mínimo de autor desconhecido que é várias vezes repetido e se baseia no senso comum de um determinado meio cultural, como por exemplo: “antes ele do que eu”.
Ditados tornam-se expressões comuns e se mantêm imutáveis através dos anos, constituindo uma parte importante de cada cultura. Por coleção de adágios (ou provérbios, ditados, anexins, rifões, apotegmas), denomina-se adagiário. O adágio, à semelhança do apotegma, é um aforismo, isto é, uma forma resumida de exprimir um ensinamento. Distingue-se do apotegma pelo seu carácter popular.